# USS Wilhoite (DE-397)
USS Wilhoite (DE-397) là một tàu hộ tống khu trục lớp Edsall từng phục vụ cùng Hải quân Hoa Kỳ trong Chiến tranh Thế giới thứ hai. Nó là chiếc tàu chiến duy nhất của Hải quân Hoa Kỳ được đặt cái tên này, theo tên Thiếu úy Hải quân Thomas Mack Wilhoite (1921-1942), người phục vụ cùng Liên đội Tiêm kích VF-9 hoạt động trên tàu sân bay Ranger (CV-4), đã tử trận trong một phi vụ tấn công vào ngày 8 tháng 11, 1942 trong khuôn khổ Chiến dịch Torch tại Bắc Phi và được truy tặng Huân chương Ngôi sao Bạc. Nó đã phục vụ cho đến khi chiến tranh kết thúc, xuất biên chế năm 1946, rồi được xếp lại lớp như một tàu hộ tống khu trục cột mốc radar DER-397 để phục vụ trở lại từ năm 1955 đến năm 1969, cũng như đã từng tham gia các chiến dịch trong cuộc Chiến tranh Việt Nam. Con tàu cuối cùng bị bán để tháo dỡ vào năm 1972. Wilhoite được tặng thưởng các danh hiệu Đơn vị Tuyên dương Tổng thống và Đơn vị Tuyên dương Hải quân cùng một Ngôi sao Chiến trận do thành tích phục vụ trong Thế Chiến II; và thêm sáu Ngôi sao Chiến trận khác khi hoạt động tại Việt Nam.

## Thiết kế và chế tạo
Lớp Edsall có thiết kế hầu như tương tự với lớp Cannon dẫn trước; khác biệt chủ yếu là ở hệ thống động lực Kiểu FMR do được trang bị động cơ diesel Fairbanks-Morse dẫn động qua hộp số giảm tốc đến trục chân vịt. Đây là cấu hình động cơ được áp dụng rộng rãi trên tàu ngầm, được chứng tỏ là có độ tin cậy cao hơn so với lớp Cannon.
Vũ khí trang bị bao gồm ba pháo 3 in (76 mm)/50 cal trên tháp pháo nòng đơn có thể đối hạm hoặc phòng không, một khẩu đội pháo phòng không Bofors 40 mm nòng đôi và tám pháo phòng không Oerlikon 20 mm. Vũ khí chống ngầm bao gồm một dàn súng cối chống tàu ngầm Hedgehog Mk. 10 (có 24 nòng và mang theo 144 quả đạn); hai đường ray Mk. 9 và tám máy phóng K3 Mk. 6 để thả mìn sâu. Con tàu vẫn giữ lại ba ống phóng ngư lôi Mark 15 21 inch (533 mm), và được trang bị radar SC dò tìm không trung và mặt biển. Thủy thủ đoàn đầy đủ bao gồm 186 sĩ quan và thủy thủ.
Wilhoite được đặt lườn tại xưởng tàu của hãng Brown Shipbuilding ở Houston, Texas vào ngày 4 tháng 8, 1943. Nó được hạ thủy vào ngày 5 tháng 10, 1943, được đỡ đầu bởi bà Corinne M. Wilhoite, mẹ của Thiếu úy Wilhoite, và nhập biên chế cùng Hải quân Hoa Kỳ vào ngày 16 tháng 12, 1943 dưới quyền chỉ huy của Hạm trưởng, Đại úy Hải quân Eli Baer Roth.

## Lịch sử hoạt động

### Mặt trận Đại Tây Dương

#### 1944
Sau khi hoàn tất việc chạy thử máy huấn luyện tại khu vực Bermuda từ ngày 9 tháng 1 đến ngày 10 tháng 2, 1944, Wilhoite được sửa chữa sau chạy thử máy tại Xưởng hải quân Charleston từ ngày 11 đến ngày 21 tháng 2. Nó khởi hành vào ngày 23 tháng 2 để hộ tống cho Đoàn tàu UGS-34 vượt Đại Tây Dương để đi sang Gibraltar. Hai lần trên đường đi, nó tấn công vào những tín hiệu sonar nghi ngờ là mục tiêu nhưng không có kết quả. Sau khi băng qua eo biển Gibraltar và chuyển giao đoàn tàu vận tải cho các tàu chiến thuộc Hải quân Hoàng gia Anh, nó hộ tống cho Đoàn tàu GUS-33 quay trở về Hoa Kỳ, về đến New York vào ngày 3 tháng 4. Nó được bảo trì trong mười ngày tại Xưởng hải quân New York, rồi huấn luyện cùng tàu ngầm và xuồng phóng lôi PT boat cũng như thực hành phòng không tại eo biển Block Island, Brooklyn, New York, trước khi lên đường đi Hampton Roads để gia nhập vào Đoàn tàu UGS-40 vào cuối tháng 4.
Chặng đầu của chuyến đi vượt đại dương diễn ra bình thường, nhưng sau khi đoàn tàu băng qua eo biển Gibraltar, họ được tháp tùng bởi tàu tuần dương phòng không HMS Caledon (D53), tàu khu trục Benson (DD-421) và hai tàu quét mìn Steady (AM-118) và Sustain (AM-119) mang theo thiết bị gây nhiễu đặc biệt. Việc tăng cường này nhằm đối phó với việc Không quân Đức bắt đầu tăng cường hoạt động trong khu vực. Lúc 21 giờ 06 phút ngày 11 tháng 5, radar phòng không của Wilhoite phát hiện máy bay đối phương ở khoảng cách 18 mi (29 km) về phía Tây Bắc, và hai phút sau đó hỏa lực phòng không của các tàu hộ tống bắt đầu khai hỏa. Đến khoảng 21 giờ 23 phút, một máy bay ném bom Junkers Ju 88 bắt đầu nhắm vào Wilhoite, và chiếc tàu hộ tống khu trục chống trả bằng toàn bộ dàn hỏa lực phòng không khiến máy bay đối phương, rõ ràng bị bắn trúng, thả quả ngư lôi chệch mục tiêu đến 2.000 yd (1.800 m).
Các tàu hộ tống đã bắn rơi tổng cộng 17 máy bay đối phương mà không chịu bất kỳ thiệt hại nào; đoàn tàu đi đến Bizerte, Tunisia an toàn, và Wilhoite ở lại cảng này từ ngày 13 đến ngày 21 tháng 5 trước khi cùng Đoàn tàu GUS-40 quay trở về Hoa Kỳ. Tuy nhiên lúc 21 giờ 05 phút ngày 29 tháng 5, Wilhoite cùng với tàu hộ tống khu trục Evarts (DE-5) được cho tách ra để đi đến trợ giúp cho Đội đặc nhiệm 21.11 tại vị trí về phía Tây Bắc quần đảo Canary, khi tàu ngầm U-boat Đức U-549 đã phóng ngư lôi đánh trúng tàu sân bay hộ tống Block Island (CVE-21) và tàu hộ tống khu trục Barr (DE-576). Block Island bị chìm nhanh chóng, nhưng Barr tiếp tục nổi được trong khi các tàu hộ tống khu trục Ahrens (DE-575) và Eugene E. Elmore (DE-686) phối hợp đánh chìm U-549 tại tọa độ 31°13′B 23°03′T / 31,217°B 23,05°T.
Eugene E. Elmore sau đó tìm cách kéo Barr rút lui; rồi Wilhoite cùng Evarts đi đến nơi lúc 17 giờ 15 phút ngày 30 tháng 5. Không lâu sau đó Robert I. Paine (DE-578) và Ahrens tách ra để đi đến Casablanca, Maroc thuộc Pháp. Các tàu còn lại cũng hướng về Casablanca, tránh đường đi của hai chiếc U-boat được cho là đang quay trở về căn cứ. Sang ngày hôm sau, tàu tiếp liệu thủy phi cơ Humboldt (AVP-21) gia nhập vào lực lượng và đảm trách chỉ huy; rồi đến 09 giờ 30 phút ngày 1 tháng 6, Eugene E. Elmore bàn giao việc kéo Barr cho Wilhoite, tiếp tục di chuyển ở tốc độ 8 kn (15 km/h). Công việc càng lúc càng khó khăn do lườn tàu của Barr bị hư hại nặng, nhưng cuối cùng họ cũng gần đến Casablanca vào ngày 5 tháng 6. Tại đây tàu kéo Hà Lan HMRT Antic đảm trách việc kéo Barr thay phiên cho Wilhoite, rồi sau đó tàu săn ngầm USS PC-480 tiếp tục đi đến để thay phiên cho Wilhoite và Evarts trong nhiệm vụ hộ tống bảo vệ, trong lúc lực lượng đi vào cảng Casablanca.
Sau khi được tiếp nhiên liệu tại Casablanca, Wilhoite lên đường hộ tống cho Đoàn tàu GUS-41 quay trở về Hoa Kỳ. Nó vào Xưởng hải quân New York để sửa chữa trước khi lên đường đi Casco Bay, Maine vào ngày 24 tháng 6 để tập trận, và sau đó phục vụ như mục tiêu để huấn luyện tàu ngầm tại New London, Connecticut. Nó quay trở lại New York trước khi đi đến Norfolk, Virginia vào ngày 21 tháng 7 để gia nhập Đội đặc nhiệm 22.3, một đội tìm-diệt tàu ngầm được hình thành chung quanh tàu sân bay hộ tống Bogue (CVE-9). Lên đường bốn ngày sau đó trong thành phần bảo vệ vốn còn bao gồm các tàu hộ tống khu trục Haverfield (DE-393), Swenning (DE-394), Willis (DE-395) và Janssen (DE-396), lực lượng hướng đến khu vực Bermuda để thực hành huấn luyện chống tàu ngầm cho đến đầu 3 tháng 8.
Được báo động về sự xuất hiện của tàu ngầm U-boat đối phương, Đội đặc nhiệm 22.3 khởi hành lúc 06 giờ 30 phút ngày 3 tháng 8, hướng đến khu vực phụ cận tọa độ 46°15′B 21°15′T / 46,25°B 21,25°T. Đến 16 giờ 46 phút ngày hôm sau, Wilhoite dò được tín hiệu sonar mục tiêu và tấn công lúc 17 giờ 02 phút, ghi nhận được bảy vụ nổ dưới nước nhưng không thể xác định kết quả. Đến 14 giờ 05 phút ngày 7 tháng 8, nó lại bắn ra hai loạt súng cối chống ngầm Hedgehog và một lượt mìn sâu vào một tín hiệu nghi ngờ, mà sau đó được xác định chỉ là một đàn cá. Đơn vị tiếp tục hoạt động truy lùng đối thủ cho đến 00 giờ 43 phút ngày 19 tháng 8, khi máy bay tuần tra ban đêm xuất phát từ Bogue tấn công một tàu ngầm di chuyển trên mặt nước. Haverfield, Janssen và Swenning tham gia vào cuộc truy đuổi đối phương trong khi Wilhoite và Willis ở lại bảo vệ cho Bogue, khi chiếc tàu sân bay tung thêm máy bay tuần tra tại khu vực.
Các tàu hộ tống khu trục đã không tìm thấy đối phương cho đến 12 giờ 25 phút ngày 20 tháng 8, nhưng máy bay tuần tra lại phát hiện chiếc U-boat trồi lên mặt nước và tiếp tục tấn công. Wilhoite, Janssen, Haverfield và Willis lại tham gia cuộc truy đuổi mục tiêu ở cách 60 nmi (110 km). Cuối cùng các cuộc không kích của máy bay xuất phát từ Bogue đã gây hư hại nặng cho chiếc tàu ngầm đến mức thủy thủ đoàn chiếc U-1229 phải bỏ tàu, và chiếc U-boat đắm tại tọa độ 42°20′B 51°39′T / 42,333°B 51,65°T; 18 thành viên thủy thủ đoàn của nó đã tử trận và có 42 người sống sót. Các tàu thuộc đội đặc nhiệm đến nơi lúc 16 giờ 10 phút; Wilhoite vớt được thi thể một thủy thủ Đức rồi mai táng trên biển sau đó, còn Janssen cứu vớt những người sống sót.
Đi đến Argentia để được tiếp liệu, sau đó Đội đặc nhiệm 22.3 tuần tra tại vùng biển Nam Đại Tây Dương do có báo cáo về tàu ngầm đối phương tại khu vực. Các đợt tấn công từ ngày 8 đến ngày 10 tháng 9 đã không mang lại kết quả. Sau đó con tàu tuần tra tại khu vực Grand Banks của Newfoundland trước khi quay trở về Xưởng hải quân New York vào cuối tháng 9 để sửa chữa. Hoàn tất công việc trong xưởng tàu vào ngày 7 tháng 10, nó đi đến Montauk Point, Long Island để thực hành huấn luyện chống tàu ngầm, rồi về đến Norfolk vào ngày 14 tháng 10, tiếp tục phục vụ cùng Đội hộ tống 51. Nó gia nhập cùng Bogue tại Norfolk để hình thành Đội đặc nhiệm 33.3, rồi cùng đơn vị này đi đến khu vực Bermuda vào ngày 23 tháng 10 để tiếp tục thực tập chống ngầm cho đến đầu tháng 11.
Cùng với Đội đặc nhiệm 33.3 quay trở về New York, Wilhoite lại ra khơi để đi đến "hàng rào tuần tra" ngoài khơi Nova Scotia ở lối ra vào vịnh Maine vào đầu tháng 12. Nó tách khỏi thành phần bảo vệ cho Bogue lúc 12 giờ 35 phút ngày 7 tháng 12 để cùng tàu hộ tống khu trục Cockrill (DE-398) điều tra một tín hiệu Sonar dò được cho đến ngày 11 tháng 12, khi nó quay trở về Norfolk. Con tàu gia nhập trở lại đội đặc nhiệm của Bogue và lên đường đi Bermuda vào ngày 26 tháng 12; nó tuần tra ngoài khơi vịnh Port Royal cho đến khi quay trở về New York để sửa chữa vào ngày 16 tháng 1, 1945, và làm nhiệm vụ canh phòng máy bay cho hoạt động huấn luyện phi công của các tàu sân bay ngoài khơi Quonset Point, Rhode Island.

#### 1945
Được cho tách khỏi nhiệm vụ này vào ngày 21 tháng 1, 1945, Wilhoite đi đến Casco Bay, Maine để thực hành chống ngầm và tác xạ, rồi chuyển sang canh phòng máy bay cho  Bogue  ngoài khơi Quonset Point vào đầu tháng 2. Nó được bảo trì tại Xưởng hải quân New York từ ngày 8 đến ngày 19 tháng 2 trước khi tiếp tục huấn luyện ngoài khơi Casco Bay và Portsmouth, New Hampshire trong tháng 3. Nó rời Casco Bay vào ngày 28 tháng 3 để gia nhập Đội đặc nhiệm 22.14, và cùng đơn vị này truy lùng một chiếc U-boat được tình báo phát hiện tại tọa độ 46°45′B 41°30′T / 46,75°B 41,5°T. Đến 11 giờ 39 phút ngày 31 tháng 3, tàu hộ tống Janssen thuộc Đơn vị Đặc nhiệm 22.3.1 dò được mục tiêu qua sonar và tấn công; Wilhoite cũng phát hiện mục tiêu lúc 11 giờ 46 phút và tấn công sáu phút sau đó, gây ra hai vụ nổ ngầm dưới nước nhưng không thể xác nhận kết quả.
Sau một giai đoạn tiếp tục tuần tra ngăn chặn từ ngày 1 đến ngày 6 tháng 4, Wilhoite quay lại hoạt động huấn luyện chiến thuật chống tàu ngầm tại khu vực New London, Connecticut phối hợp cùng chiếc Mackerel (SS-204) và các đơn vị thuộc Đội đặc nhiệm 22.3, rồi tiếp nối hoạt động tuần tra chống tàu ngầm. Lúc 23 giờ 27 phút ngày 19 tháng 4, nó báo động tác chiến sau khi phát hiện một mục tiêu qua radar, rồi bắn pháo sáng lúc 23 giờ 43 phút để chiếu sáng khu vực, để rồi chỉ thấy "mục tiêu" chỉ là một tảng băng trôi lớn. Đang khi tiếp tục hoạt động tuần tra cùng với Đội đặc nhiệm 22.3, lúc 13 giờ ngày 23 tháng 4, máy bay tuần tra của Boguephát hiện một chiếc U-boat đang di chuyển trên mặt nước, nhưng đối phương nhanh chóng lặn xuống và mất dấu vết.
Sang ngày hôm sau tàu ngầm U-546 đã phóng ngư lôi đánh chìm tàu hộ tống khu trục Frederick C. Davis (DE-136), là chiếc tàu chiến Hoa Kỳ cuối cùng bị mất tại Đại Tây Dương. Tuy nhiên U-546 nhanh chóng bị hàng tuần tra ngăn chặn Hoa Kỳ truy đuổi, bị hư hại phải trồi lên mặt nước và bị đánh chìm bởi hải pháo, trả thù cho tổn thất của Frederick C. Davis. Đến 20 giờ 00 ngày 7 tháng 5, nó lại cùng các tàu hộ tống Flaherty (DE-135) và Haverfield (DE-398) đi đến tiếp tục truy tìm một dấu vết radar do chiếc Otter (DE-210) phát hiện, và bắt đầu truy lùng từ 21 giờ 25 phút với sự hỗ trợ thêm của chiếc Varian (DE-798). Cuộc truy lùng kết thúc lúc 22 giờ 02 phút do không đem lại kết quả. Cho dù đã có tin tức về việc Đức Quốc xã đã đầu hàng tại Châu Âu, nó vẫn tiếp tục hoạt động tuần tra đề phòng bất trắc cho đến ngày 9 tháng 5, khi nó lên đường hướng về thành phố New York, nơi nó được sửa chữa từ ngày 11 đến ngày 19 tháng 5.

### Mặt trận Thái Bình Dương
Sau khi đi xuống phía Nam để tiếp tục được sửa chữa và nâng cấp tại Xưởng hải quân Charleston, Wilhoite chuẩn bị để được điều động sang khu vực Mặt trận Thái Bình Dương. Nó được huấn luyện ôn tập tại vịnh Guantánamo, Cuba, rồi băng qua kênh đào Panama vào ngày 16 tháng 7, và đi đến San Diego, California vào ngày 24 tháng 7. Nó gia nhập cùng Đội hộ tống 59, bao gồm các chiếc Edsall (DE-129), Stewart (DE-238) và Moore (DE-240), cho hành trình hướng sang khu vực quần đảo Hawaii, đi đến Trân Châu Cảng vào ngày 5 tháng 8. Trong những ngày tiếp theo, đơn vị được tiếp tục huấn luyện tại vùng biển Hawaii, và vẫn đang ở lại đây khi Nhật Bản chấp nhận đầu hàng vào ngày 15 tháng 8, giúp chấm dứt vĩnh viễn cuộc xung đột.
Rời Trân Châu Cảng vào ngày 20 tháng 8, Wilhoite hướng sang Saipan thuộc quần đảo Mariana, và từ đây hộ tống cho chiếc SS Sea Sturgeon và tàu quét mìn Ptarmigan (AM-376) đi sang Okinawa. Trên đường đi nó phải thay đổi lộ trình để né tránh một cơn bão, và quay trở lại Saipan sau khi hoàn tất nhiệm vụ. Đến cuối tháng 9, nó đi đến đảo Marcus thay phiên cho chiếc Gilmore (DE-18) trong vai trò tàu căn cứ vào ngày 27 tháng 9, và hỗ trợ cho lực lượng chiếm đóng Hoa Kỳ làm nhiệm vụ giải giáp khoảng 2.400 binh lính Nhật Bản trú đóng trên hòn đảo này. Đến ngày 8 tháng 10, số binh lính này được đưa lên chiếc Daikai Maru để được đưa về Nhật Bản, trong khi bản thân Wilhoitecùng tàu đổ bộ LCI-336 rời Marcus vào ngày 12 tháng 10 để quay trở lại Saipan.
Sau những hoạt động hộ tống vận tải tại chỗ ở Pagan, Agrihan và Iwo Jima, Wilhoite hỗ trợ cho lực lượng chiếm đóng tại Nhật Bản cho đến ngày 6 tháng 1, 1946. Nó lên đường quay trở về Hoa Kỳ ngang qua Saipan, Trân Châu Cảng, San Diego và kênh đào Panama trước khi về đến New York. Sau khi được đại tu tại Xưởng hải quân New York, con tàu chuyển xuống phía Nam đến Green Cove Springs, Florida, nơi nó được cho xuất biên chế vào ngày 19 tháng 6, 1946, và được đưa về Hạm đội Dự bị Đại Tây Dương.

## Phần thưởng
Wilhoite được tặng thưởng các danh hiệu Đơn vị Tuyên dương Tổng thống và Đơn vị Tuyên dương Hải quân cùng một Ngôi sao Chiến trận do thành tích phục vụ trong Thế Chiến II; và thêm sáu Ngôi sao Chiến trận khác khi hoạt động tại Việt Nam.
|             |                           |  |
|             |                           |  |
| Bronze star |                           |  |
|             | Silver star · Bronze star |  |

| Dãi băng Hoạt động Tác chiến (truy tặng)                                     | Dãi băng Hoạt động Tác chiến (truy tặng)               | Đơn vị Tuyên Dương Tổng thống                          | Đơn vị Tuyên Dương Tổng thống                       |
| Đơn vị Tuyên Dương Hải quân                                                  | Huân chương Chiến dịch Hoa Kỳ                          | Huân chương Chiến dịch Hoa Kỳ                          | Huân chương Chiến dịch Châu Á-Thái Bình Dương       |
| Huân chương Chiến dịch Châu Âu-Châu Phi-Trung Đông với 1 Ngôi sao Chiến trận | Huân chương Chiến thắng Thế Chiến II                   | Huân chương Chiến thắng Thế Chiến II                   | Huân chương Phục vụ Phòng vệ Quốc gia               |
| Huân chương Phục vụ Nam Cực                                                  | Huân chương Phục vụ Việt Nam với 6 Ngôi sao Chiến trận | Huân chương Phục vụ Việt Nam với 6 Ngôi sao Chiến trận | Huân chương Chiến dịch Bội Tinh (Việt Nam Cộng Hòa) |